# La Purísima, Puebla
La Purísima är en ort i Mexiko.   Den ligger i kommunen San José Chiapa och delstaten Puebla, i den sydöstra delen av landet, 150 km öster om huvudstaden Mexico City. La Purísima ligger 2 356 meter över havet och antalet invånare är 243.
Terrängen runt La Purísima är huvudsakligen platt, men norrut är den kuperad. Runt La Purísima är det ganska tätbefolkat, med 239 invånare per kvadratkilometer. Närmaste större samhälle är Villa de El Carmen Tequexquitla, 5,8 km nordost om La Purísima. Omgivningarna runt La Purísima är en mosaik av jordbruksmark och naturlig växtlighet.